# Caius Licinius Stolon
Pour les articles homonymes, voir Licinius Calvus et Stolon.
Caius Licinius Calvus Stolon est un homme politique romain du IVe siècle av. J.-C. qui contribua à l’accession des plébéiens au pouvoir politique en obtenant leur accès au consulat.

## Biographie
D’origine plébéienne, il épouse la fille cadette du patricien Marcus Fabius Ambustus, alliance matrimoniale qui lui sera d’un grand secours dans sa carrière politique.
Rome ne domine à cette époque qu’un territoire réduit du Latium et subit une crise sociale marquée par l’endettement croissant de nombreux petits cultivateurs livrés sans recours aux usuriers et par des tensions politiques dues à l’inégalité politique entre la classe dominante des patriciens et celle des plébéiens, les plus nombreux mais aux droits politiques limités.

### Tribun de la plèbe
En 376 av. J.-C., Licinius Stolon est élu tribun de la plèbe avec Lucius Sextius Lateranus grâce à l’appui de son beau-père Fabius. Il propose avec Sextius plusieurs lois pour améliorer la situation des plébéiens : 
- sur le problème des dettes, déduction du capital des intérêts déjà payés et étalement du remboursement de dettes sur trois ans, suppression du nexum (du latin enchaîner, droit pour l'usurier de charger de chaînes son débiteur insolvable et de le vendre comme esclave) ;
- contre l'accaparement par les patriciens des terres récemment annexées autour de Rome, interdiction d’occuper plus de 500 jugères sur l’ager publicus ;
- rétablissement du consulat, au lieu du tribunat militaire qui certes autorise les candidatures plébéiennes, mais ne voit que très exceptionnellement leur succès ; obligation d'un élu plébéien parmi les deux consuls.

### Blocage politique
Les patriciens font barrage à la soumission au vote populaire de ces projets par l’intermédiaire du veto des autres tribuns de la plèbe qui leur étaient favorables. Sextius et Licinius usent à leur tour de leur veto pour bloquer toute élection autre que celles des tribuns de la plèbe. Sextius et Licinius Stolon sont réélus tribuns de la plèbe année après année, et persistent dans leur blocage politique : selon Tite-Live pendant cinq ans, aucun magistrat ne peut être élu, tant que leurs propositions de lois demeurent bloquées.
En 370 av. J.-C., une guerre extérieure fait évoluer la situation, en obligeant plusieurs années de suite l’élection de six tribuns militaires à pouvoir consulaire pour conduire les opérations militaires. Constamment réélus, les tribuns de la plèbe Licinius et Sextius finissent en 368 av. J.-C. par passer outre au veto de leurs collègues et réunissent les comices tributes pour faire voter leur projet de loi. Les patriciens réagissent à ce coup de force en nommant dictateur Camille, farouchement opposé à la réforme, puis après sa démission pour d’obscures raisons, un nouveau dictateur Publius Manlius Capitolinus, qui prend diplomatiquement comme maître de cavalerie Licinius Stolon lui-même, qui devient le premier maître de cavalerie plébéien. Licinius Stolon et Sextius Lateranus doivent attendre un dixième mandat de tribun de la plèbe pour soumettre de nouveau leur projet.

### Vote des lois licinio-sextiennes
Habilement, Licinius Stolon soumet ses trois projets à un seul vote, pour faire admettre l’élection de consul plébéien en l’amalgamant à ses deux autres propositions sur les dettes et la loi agraire, qui avaient la faveur des votants. Les lois licinio-sextiennes sont ainsi votées en 367 av. J.-C., malgré l'opposition de Camille, de nouveau dictateur.

### Premiers consuls plébéiens
Après l’élection de son ami Sextius Lateranus en 366 av. J.-C. comme premier consul plébéien, il est lui-même élu consul en 364 av. J.-C. et 361 av. J.-C..
En 357 av. J.-C., Licinius Stolon est condamné pour avoir enfreint sa propre loi agraire à 10 000 as d’amende à l’instigation de Marcus Popilius Laenas. Pour prouver le dépassement de la limite des 500 jugères, l'accusation cumula les domaines de Licinius Stolon, et ceux de son fils qu'il avait émancipé.

### Sources
- Tite-Live, Histoire romaine, livre VI, 35 à 42
- Aurelius Victor Vie de C. Licinius Stolon, De viris illustribus, XX